# Liste der Baudenkmale in Testorf-Steinfort
In der Liste der Baudenkmale in Testorf-Steinfort sind alle denkmalgeschützten Bauten der mecklenburgischen Gemeinde Testorf-Steinfort und ihrer Ortsteile aufgelistet. Grundlage ist die Veröffentlichung der Denkmalliste des Kreises Nordwestmecklenburg mit dem Stand vom 16. September 2020.

## Baudenkmale nach Ortsteilen

### Testorf
| ID   | Lage                                                   | Bezeichnung                     | Beschreibung | Bild                            |
| ---- | ------------------------------------------------------ | ------------------------------- | ------------ | ------------------------------- |
| 1404 | Am Dorfteich 3, 4, 5                                   | Gutshaus & Pferdestall          |              |                                 |
| 1608 | B 208 / 140 / 1.927 (Testorf-Steinfort, 550 m) (Karte) | Meilenstein (Halbmeilenobelisk) |              | Meilenstein (Halbmeilenobelisk) |

### Fräulein Steinfort
| ID  | Lage            | Bezeichnung         | Beschreibung | Bild |
| --- | --------------- | ------------------- | ------------ | ---- |
| 311 | Dorfstraße      | Transformatorenhaus |              |      |
| 308 | Dorfstraße 1, 2 | Wohnhaus            |              |      |
| 309 | Dorfstraße 3, 4 | Wohnhaus            |              |      |

### Harmshagen
| ID  | Lage                      | Bezeichnung         | Beschreibung | Bild |
| --- | ------------------------- | ------------------- | --- | ---- |
| 681 | Am Schloßteich 14,10,11,6 | Gutsanlage mit Park | Inspektorenhaus und Ställen: 2-gesch., neoklassizistischer und neugotischer Putzbau mit 3-gesch. Rundbau von 1860 |      |

### Schönhof
| ID   | Lage              | Bezeichnung              | Beschreibung                                                                             | Bild |
| ---- | ----------------- | ------------------------ | ---------------------------------------------------------------------------------------- | ---- |
| 1356 | Dorfstraße 8, 10, | Wohnhaus                 |                                                                                          |      |
| 1359 | Parkweg 1, 2      | Wohnhaus                 |                                                                                          |      |
| 1361 | Schloßstraße 2, 3 | ehem. Wirtschaftsgebäude |                                                                                          |      |
| 1362 | Schloßstraße 5    | Herrenhaus               | Neoklassizistischer, unsanierter, 2-gesch., 13-achs. Putzbau mit Mittelrisalit und Anbau |      |
| 1363 | Schloßstraße 6    | Wohnhaus                 |                                                                                          |      |
| 1364 | Schloßstraße 7, 8 | ehem. Wirtschaftsgebäude |                                                                                          |      |

### Seefeld
| ID   | Lage         | Bezeichnung | Beschreibung | Bild |
| ---- | ------------ | ----------- | ------------ | ---- |
| 1371 | Waldweg 11   | Forsthaus   |              |      |
| 1367 | Waldstraße 6 | Wohnhaus    |              |      |
| 1370 | Waldweg 9    | Wohnhaus    |              |      |

### Wüstenmark
| ID   | Lage         | Bezeichnung                   | Beschreibung | Bild |
| ---- | ------------ | ----------------------------- | ------------ | ---- |
| 1499 | Dorfstraße 9 | Bauernhaus u. 3 Pfostensteine |              |      |

## Ehemalige Baudenkmale

### Schönhof
| ID   | Lage                 | Bezeichnung         | Beschreibung | Bild |
| ---- | -------------------- | ------------------- | ------------ | ---- |
| 1357 | Dorfstraße 14, 18    | Wohnhaus            |              |      |
| 1358 | Dorfstraße 20, 22    | Wohnhaus und Stall  |              |      |
| 1360 | Dorfstraße / Parkweg | Transformatorenhaus |              |      |

### Testorf
| ID   | Lage         | Bezeichnung | Beschreibung                  | Bild |
| ---- | ------------ | ----------- | ----------------------------- | ---- |
| 1405 | Dorfstraße 1 | Wohnhaus    | Streichung: 10. Dezember 1996 |      |

### Seefeld
| ID   | Lage                  | Bezeichnung | Beschreibung                  | Bild |
| ---- | --------------------- | ----------- | ----------------------------- | ---- |
| 1368 | Seefeld, Dorfstraße 7 | Wohnhaus    | Streichung: 10. Dezember 1996 |      |
| 1369 | Seefeld, Dorfstraße 8 | Wohnhaus    | Streichung: 10. Dezember 1996 |      |

## Quelle
- Denkmalliste des Landkreises Nordwestmecklenburg (Stand: 9. November 2023; PDF, 1,2 MByte)

- Karte mit allen Koordinaten:
- OSM |
- WikiMap